# Хотоку
Хотоку (яп. 宝徳 хо:току) — девиз правления (нэнго) японского императора Го-Ханадзоно, использовавшийся с 1449 по 1452 год .

## Продолжительность
Начало и конец эры:
- 28-й день 7-й луны 6-го года Бунъан (по юлианскому календарю — 16 августа 1449);
- 25-й день 7-й луны 4-го года Хотоку (по юлианскому календарю — 10 августа 1452).

## Происхождение
Название нэнго было заимствовано из 23-го цзюаня классического древнекитайского сочинения Книга Тан:「朕宝三徳、曰慈倹謙」.

## События
даты по юлианскому календарю
- 8 мая 1449 года (16-й день 4-й луны 1-го года Хотоку) — император подарил меч сёгуну Асикаге Ёсинари[7];
- 1451 год (7-я луна 3-го года Хотоку) — делегация из Рюкю впервые посещает Киото[8];
- 1451 год (8-я луна 3-го года Хотоку) — сёгун отправил письмо китайскому императору[8];

## Сравнительная таблица
Ниже представлена таблица соответствия японского традиционного и европейского летосчисления. В скобках к номеру года японской эры указано название соответствующего года из 60-летнего цикла китайской системы гань-чжи. Японские месяцы традиционно названы лунами.
| 1-й год Хотоку (Земляная Змея)        | 1-я луна*       | 2-я луна*  | 3-я луна  | 4-я луна* | 5-я луна  | 6-я луна* | 7-я луна  | 8-я луна*  | 9-я луна                | 10-я луна* | 10-я луна (високосная) * | 11-я луна     | 12-я луна      |
| ------------------------------------- | --------------- | ---------- | --------- | --------- | --------- | --------- | --------- | ---------- | ----------------------- | ---------- | ------------------------ | ------------- | -------------- |
| Юлианский календарь                   | 25 января 1449  | 23 февраля | 24 марта  | 23 апреля | 22 мая    | 21 июня   | 20 июля   | 19 августа | 17 сентября             | 17 октября | 15 ноября                | 14 декабря    | 13 января 1450 |
| 2-й год Хотоку (Металлическая Лошадь) | 1-я луна        | 2-я луна*  | 3-я луна  | 4-я луна* | 5-я луна* | 6-я луна  | 7-я луна* | 8-я луна   | 9-я луна                | 10-я луна  | 11-я луна*               | 12-я луна     |                |
| Юлианский календарь                   | 12 февраля 1450 | 14 марта   | 12 апреля | 12 мая    | 10 июня   | 9 июля    | 8 августа | 6 сентября | 6 октября               | 5 ноября   | 5 декабря                | 3 января 1451 |                |
| 3-й год Хотоку (Металлическая Коза)   | 1-я луна        | 2-я луна*  | 3-я луна* | 4-я луна  | 5-я луна* | 6-я луна* | 7-я луна  | 8-я луна*  | 9-я луна                | 10-я луна  | 11-я луна*               | 12-я луна     |                |
| Юлианский календарь                   | 2 февраля 1451  | 4 марта    | 2 апреля  | 1 мая     | 31 мая    | 29 июня   | 28 июля   | 27 августа | 25 сентября             | 25 октября | 24 ноября                | 23 декабря    |                |
| 4-й год Хотоку (Водяная Обезьяна)     | 1-я луна        | 2-я луна   | 3-я луна* | 4-я луна* | 5-я луна  | 6-я луна* | 7-я луна* | 8-я луна   | 8-я луна (високосная) * | 9-я луна   | 10-я луна*               | 11-я луна     | 12-я луна      |
| Юлианский календарь                   | 22 января 1452  | 21 февраля | 22 марта  | 20 апреля | 19 мая    | 18 июня   | 17 июля   | 15 августа | 14 сентября             | 13 октября | 12 ноября                | 11 декабря    | 10 января 1453 |

* звёздочкой отмечены короткие месяцы (луны) продолжительностью 29 дней. Остальные месяцы длятся 30 дней.